# Serhij Seniukow
Serhij Wasylowycz Seniukow (ukr. Сергій Васильович Сенюков, ur. 27 stycznia 1955 w Czerniowcach, zm. 1 września 1992) – ukraiński lekkoatleta startujący w barwach Związku Radzieckiego,  specjalista skoku wzwyż, złoty medalista halowych mistrzostw Europy z 1976.
Zdobył srebrny medal w skoku wzwyż na mistrzostwach Europy juniorów w 1973 w Duisburgu.
Zwyciężył w tej konkurencji na halowych mistrzostwach Europy w 1976 w Monachium, wyprzedzając Jacques’a Alettiego z Francji i Waltera Bollera z Republiki Federalnej Niemiec. Na igrzyskach olimpijskich w 1976 w Montrealu zajął 5. miejsce. Również 5. miejsce zajął na halowych mistrzostwach Europy w 1978 w Mediolanie.
Był brązowym medalistą mistrzostw ZSRR w skoku wzwyż w 1975 i 1977, a w hali był mistrzem ZSRR w 1976 i brązowym medalistą w 1978.
Jego rekord życiowy w skoku wzwyż wynosił 2,28 m. Został ustanowiony 17 lipca 1977 w Podolsku.
Po zakończeniu kariery sportowej był wojskowym, a potem pracował w milicji we Lwowie. Zmarł w 1992.